# Campe (Adelsgeschlecht, Hildesheim)

Wappen derer von Campe, Hildesheim

Campe, auch Campen oder Campe aus dem Haus Deensen, ist der Name eines alten Adelsgeschlechts aus dem Bistum Hildesheim. Die Familie, deren Zweige zum Teil bis heute bestehen, gehört zum Uradel in Niedersachsen. Seit dem 18. Jahrhundert bestehen zwei bürgerliche Linien.
Die hier behandelte Familie ist von den namensgleichen, aber nichtverwandten und wappenverschiedenen Adelsgeschlechtern Campe (Emsland), Campe (Kirchberg) und Campe (Poggenhagen) sowie dem braunschweigischen Adelsgeschlecht Campe zu unterscheiden.

## Geschichte

### Herkunft
Die Familie von Campe ist stammesverwandt mit dem 1530 erloschenen nicht wappengleichen Adelsgeschlecht von Elze, das bereits im Jahre 1142 mit Bernhardus de Aulica erstmals urkundlich erscheint. Mit ihm beginnt auch die ununterbrochene Stammreihe. Der Ritter Hartung von Elze, er wird ab 1318 urkundlich genannt, siegelt erstmals am 5. November 1325 unter dem Namen von Campe und mit dem Campschen Familienwappen, das dann seine Nachkommen weiterführten.

### Ausbreitung und Persönlichkeiten

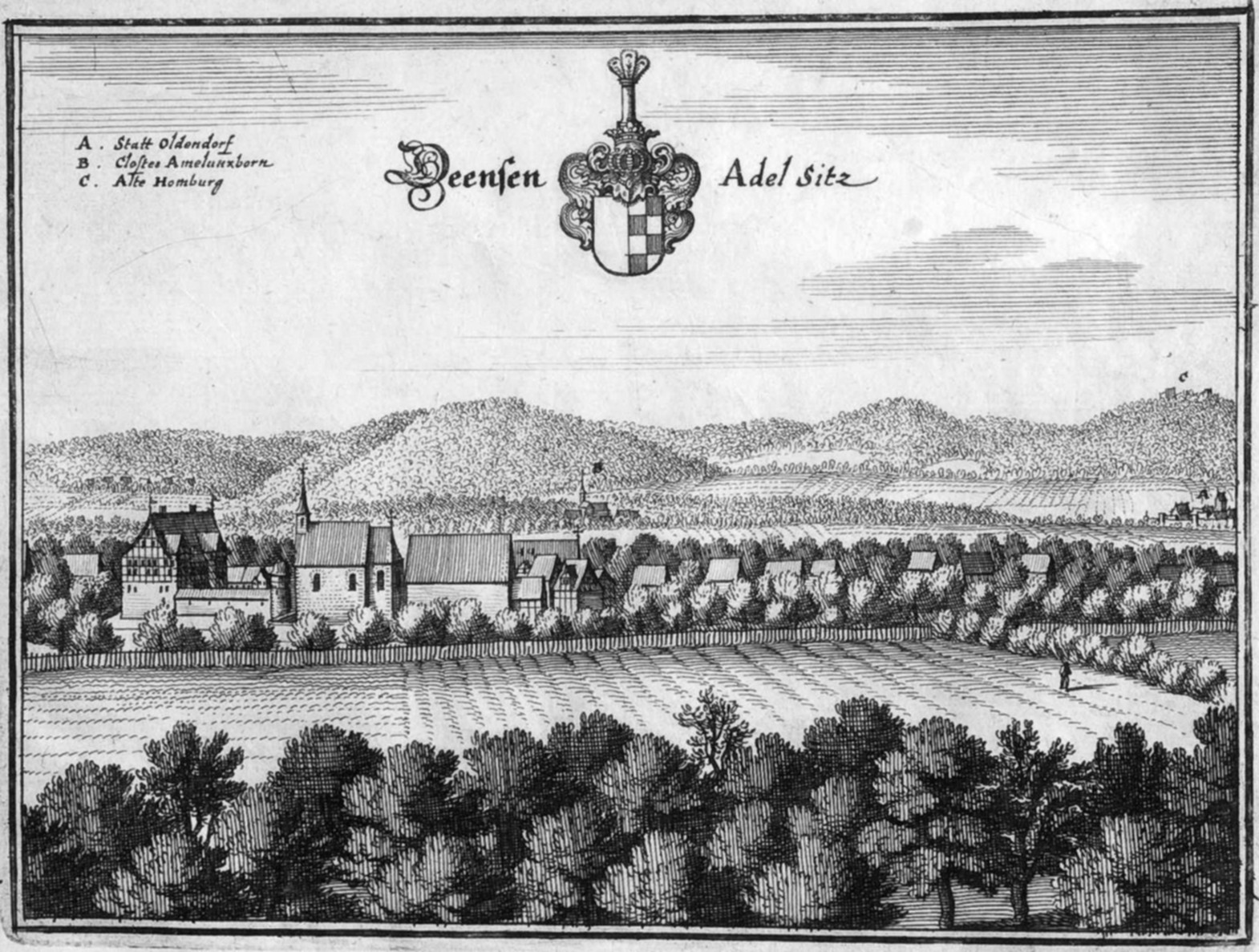
Deensen um 1654

Deensen, der Stammsitz der Familie und heute eine Gemeinde der Samtgemeinde Eschershausen-Stadtoldendorf im Südosten des Landkreises Holzminden in Niedersachsen, wurde 1220 erstmals urkundlich als Dedenhusen erwähnt. In Urkunden des 13. und 14. Jahrhunderts erscheint die Ortschaft als Deddenhusen. 1483, nach den Hussitenkriegen, erhielt Godewart von Campe den Ort als Rittergut. Er durfte das verwüstete Dorf wieder aufbauen und mit seinen Gefolgsleuten besetzten. Deensen in der ehemaligen Grafschaft Everstein (die nach den Welfischen Erbteilungen lüneburgisch wurde) erhielten die Campe wahrscheinlich als Lehen der Grafen von Dassel.
Später konnte eine Wasserburg errichtet werden, die zum Siedlungsmittelpunkt wurde. Die Burganlage verfiel im Laufe der Zeit, erst 1825 wurde auf den Fundamenten der alten Wasserburg das heutige Herrenhaus errichtet. Die Kellergewölbe und Sandsteinwände sind noch heute erhalten. Der Burggraben wurde später verfüllt.
Schon 1390 waren Angehörige der Familie zu Braak besitzlich. Nach Kneschke stand den Herren von Campe das Gut Deensen bereits 1400 zu sowie 1470 Stadtoldendorf und Giesenberg. Johann und Gort II. von Campe teilten 1501 das väterliche Erbe unter sich auf. Johann erhielt Oldendorf und Giesenberg, sein Bruder Gort bekam Deensen. Sie begründeten die beiden Linien zu Oldendorf und Deensen. Die Oldendorfer Linie teilte sich 1704 in die beiden Zweige zu Oldendorf und Giesenberg. Da die beiden Brüder und Stifter der Zweige ohne Nachkommenschaft verstarben, fielen deren Besitzungen an die Linie zu Deensen.
Aus der Familie sind bedeutende Angehörige hervorgegangen. Asche von Campe erscheint 1592 als Domherr zu Minden. Asche Burchard Karl Ferdinand von Campe erbte das seit Jahrhunderten im Besitz der Familie befindliche Gut Deensen. Er trat 1851 als Direktor des Kreisgerichts in Holzminden in den Staatsdienst ein und wurde später Staatsminister im Herzogtum Braunschweig. Burchard von Campe, königlich sächsischer Leutnant, erhielt am 26. Juli 1906 unter der Nummer 245 eine Eintragung im königlich sächsischen Adelsbuch. Rudolf von Campe (1860–1939) war von 1917 bis 1920 Regierungspräsident des preußischen Regierungsbezirks Minden in Westfalen. Sein Sohn Carl von Campe (1894–1977) trat 1921 in den Diplomatischen Dienst ein und war am Ende des Zweiten Weltkrieges im Auswärtigen Amt tätig. Ab 1952 war er Botschafter der Bundesrepublik Deutschland in Chile. Siegfried von Campe (1885–1972), Sohn des Generals der Artillerie Friedrich von Campe und dessen Frau Anna von Wedelstädt, war Landrat in verschiedenen Kreisen und Präsident der Kriegsgräberfürsorge in Niedersachsen.
1970 wurde das Rittergut Deensen, das zeitweilig als Majorat bestand, nach 500-jährigem Besitz durch die Familie von Campe verkauft.
Es besteht eine Familienstiftung.

### Bürgerliche Linien
Der dem Hildesheimer Adelsgeschlecht von Campe angehörige Burchard von Campe (1659–1703), Mitherr auf Deensen, und seine Nachkommen wurden aufgrund dessen unehelicher Geburt nicht mehr zum Adel gerechnet. Sein Enkel Joachim Heinrich Campe (1746–1818), Sohn des braunschweigischen Gutsbesitzers und Tuchhändlers Burchard Hilmar Campe, war Pädagoge und Hauslehrer von Wilhelm und Alexander von Humboldt. Als Vertreter reformerischer Erziehungskonzepte wurde er Leiter einer Erziehungsanstalt und Verleger der Braunschweigischen Schulbuchhandlung.
Sein Neffe August Friedrich Andreas Campe (1777–1846) war ein bedeutender Verleger und Buchhändler. Er ging zunächst bei seinem Onkel in die Lehre. 1823 übernahm er mit einem Gutachten über Schlichtegrolls Plan zur Gründung einer süddeutschen Buchhändlerbörse die Führung der Reformbestrebung im deutschen Buchhandel. 1825 setzte er in Leipzig eine Börsenordnung durch und wurde Mitbegründer und erster Vorsteher (bis 1828) des Börsenvereins Deutscher Buchhändler.
Weitere Mitglieder der bürgerlichen Linie waren unter anderem Julius Campe (1792–1867), nach dem der Julius-Campe-Preis benannt ist, sowie August Campe (1773–1836), Mitbegründer des Verlages Hoffmann & Campe. August heiratete 1806 Elisabeth Campe (1786–1873), die Tochter des Buchhändlers Benjamin Gottlob Hoffmann.
Eine zweite bürgerliche Linie entstand durch die unehelichen Nachkommen (vier Söhne und eine Tochter) von Otto Carl Wilhelm von Campe (1726–1799) und Margaretha Maria Reinecke (um 1751–1815).

## Wappen

### Familienwappen
Das Wappen ist gespalten. Rechts von Gold und Rot geschacht, links schwarz ohne Bild. Auf dem Helm mit rot-goldenen Helmdecken ein in einem roten Schaft steckender fünffacher natürlicher Pfauenwedel.

### Wappengeschichte
Das Wappen erscheint erstmals als Siegelabdruck im Jahre 1325. Nach Johannes Letzners Dasselischer und Einbeckischer Chronik (1596), S. 190, zeigt das Wappen einen geteilten Schild, halb gelb und der andere Teil mit sechs weißen und sechs schwarzen Schachen. Auf dem Helm eine goldene Krone, darauf eine Säule und auf derselben ein Pfauenschwanz.
In Johann Siebmachers Wappenbuch (1605), Tafel 179, wird das Wappen der Campe bei den Braunschweigischen geführt. Dort ist der Schild in der rechten Hälfte von Rot und Gold geschacht, auf dem bekrönten Helm steht ein spitzer roter, mit einem goldenen Knopf und mit drei Pfauenfedern (2, 1) besteckter Hut. Die Blasonierung lautet: der Vorderteil am Schild Rot und Gelb geschacht, der andere Teil Schwarz. Auf dem Helm eine gelbe Krone, der Hut rot mit einem goldenen Knopf, die Federn grün und die Helmdecke rot, gelb und schwarz. In späteren Ausgaben des Wappenbuches ist der vordere Teil des Schildes von Gold und Rot geschacht.
J.H. Steffens Geschlechts-Geschichte des Hochadelichen Hauses von Campe auf Isenbüttel und Wettmarshagen (1783), S. 141, beschreibt das Campsche Wappen nach einer Eintragung von Dietrich Julius von Campe. In der rechten Hälfte des der Länge nach geteilten Schildes stehen die angegebenen zehn roten und weißen Schache. Der gekrönte Helm trägt eine pyramidale rote Mütze oder Spitzsäule, auf welcher ein Pfauenschweif steht. Die Helmdecken sind rot und golden. Im Wappenbuch des Königreiches Hannover (1856), C 60, lautete der Wahlspruch Sola Bona Quae Honesta.
Nach Kneschkes Wappen der deutschen freiherrlichen und adeligen Familien (1856) ist das Wappen derer von Campe: „der Länge nach geteilt, rechts von Gold und Rot in fünf Reihen, jede zu zwei Feldern, geschacht, links schwarz ohne Bild. Auf dem Schild steht ein gekrönter Helm, welcher einen, mit einem Pfauenschweif von fünf (2 und 3) Federn besteckten, roten Schaft trägt. Die Helmdecken sind rot und silbern.“

### Ortswappen

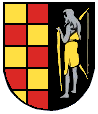
Wappen der Gemeinde Deensen

Elemente und Farben aus dem Familienwappen derer von Campe erscheinen noch heute im Gemeindewappen von Deensen.

## Namensträger
- Asche Burchard Karl Ferdinand von Campe (1803–1874), deutscher Staatsmann
- Friedrich von Campe (1858–1938), deutscher General der Artillerie; Vater von Alfred und Siegfried
- Rudolf von Campe (1860–1939), deutscher Regierungsbeamter und Politiker (DVP)
- Siegfried von Campe (1885–1972), preußischer Politiker und deutscher Landrat (NSDAP)
- Alfred von Campe (1889–1945), preußischer Verwaltungsjurist und deutscher Landrat (NSDAP), SS-Unterscharführer
- Carl von Campe (1894–1977), deutscher Politiker (Deutsche Partei, NSDAP)